# Symeon (Berlin)
Symeon (auch Simeon, erwähnt 1237 bis 1247) war Pfarrer und Propst in Cölln und Berlin und die erste historisch überlieferte Person dieser beiden Orte.
Symeon wurde am 28. Oktober 1237 in einer Urkunde zwischen dem Markgrafen von Brandenburg und dem Bischof von Brandenburg als Pfarrer von Cölln (Symeon plebanus de Colonia) genannt. Dies ist die älteste erhaltene Erwähnung von Cölln.
Am 26. Januar 1244 wurde er als Propst von Berlin (dominus Symeon de Berlin prepositus) bezeichnet, mit der ersten erhaltenen Erwähnung von Berlin.
Am 29. April 1247 wurde Simeon in zwei Urkunden als Propst von Cölln (Simeon, prepositus de Colonia juxta Berlin) bezeichnet. Weitere Informationen sind über ihn nicht erhalten.